# Rębiechowo (przystanek kolejowy)
Rębiechowo – przystanek kolejowy w Rębiechowie, w województwie pomorskim, w Polsce. Przez przystanek przebiega linia kolejowa nr 201, a zatrzymujące się na nim pociągi kursują pomiędzy Kościerzyną a Gdynią Główną oraz między Gdańskiem Głównym/Gdańskiem Wrzeszczem a Kartuzami.

## Ruch pasażerski
| Rok  | Wymiana pasażerska na dobę |
| ---- | -------------------------- |
| 2017 | 200-299                    |
| 2022 | 300-499                    |

Przystanek powstał w 1938.
Na przystanku znajduje się jedna krawędź peronowa wraz z wiatą przystankową.
W 2014 powstał nowy peron.